# Сиракуза (провинция)
Сиракуза (итал. Provincia di Siracusa, сиц. Pruvincia di Sarausa) — провинция в Италии, в области Сицилия. Административный центр — город Сиракузы.

## География
Провинция Сиракуза расположена на юго-востоке Сицилии вдоль побережья Ионического моря. Континентальную часть провинции занимают Иблейские горы, высшая точка которых (Монте-Лауро, 986 м) является высочайшей точкой провинции.
Площадь — 2109 км², что составляет 8,2% от всей Сицилии. На севере провинция граничит с провинцией Катания, на западе — с Рагузой. На востоке Сиракуза омывается водами Ионического моря.
Северная часть принадлежит к долине Симето — крупнейшей равнине Сицилии. С плодородными почвами она широко используется для сельского хозяйства, в основном для выращивания цитрусовых. Центральная часть, побережье залива Аугуста, наиболее заселённая и урбанизированная часть. Юго-восточная часть провинции — самая южная территории Сицилии, у побережья распространены болота, в центре — карстовое плато. В континентальной части расположены Иблеи, покрытые лесами, но склоны которых используются и в сельском хозяйстве.

### Климат
Климат — типично средиземноморский, с сухим тёплым летом и мягкой зимой. Большинство осадков выпадает с ноября по март, на побережье — практически исключительно в виде дождей, в Иблейских горах нередки снегопады. Зимние дожди нередко вызывают наводнения на реках, средний расход воды которых сильно разнится в зависимости от сезона — от сильных паводков до практически полного пересыхания.
Заморозки бывают лишь в горах, на побережье — крайне редко. На метеостации близ Портопало-ди-Капо-Пассеро минусовая температура не регистрировалась ни разу (абсолютный минимум — +0,4 °C).

## История
Местность современной провинции имеет богатейшую историю.
Древнейший народ восточной Сицилии — сикулы. Дошедшие до нашего времени сведения о них недостаточны, зачастую противоречивы. Примерное их прибытие на остров датируется от 2200 г. до н. э. до 1400 г. до н. э. Им приписывается культура Кастеллуччо, хотя это и оспаривается некоторыми археологами.
Более известен и изучен греческий период (с VIII века до н. э.). Побережье Сицилии было частью Великой Греции. Одной из первых колоний в Сицилии стали именно Сиракузы, основанные коринфцами в 735 году до н. э. и завоёванные лишь в 212 году до н. э. От греческого периода осталось множество храмов, театров, иных строений. Руины Сиракуз являются объектом Всемирного наследия ЮНЕСКО.
После падения Сиракуз и до середины V века нашей эры, Сицилия стала римской провинцией. Дальнейшая история современной провинции Сиракуза полностью связана со всей Сицилией. В V веке остров завоевали вандалы, в VI веке — остготы, в 888 году — арабы. В 948 году был образован Сицилийский эмират, а в XI веке Сицилию покорили норманны. В XII веке образовалось Сицилийское королевство, кроме Сицилии включавшего южную часть Апеннинского полуострова и до XVI века Мальту. Королевство Сицилия просуществовало в практически неизменных границах вплоть до 1861 года до объединения Италии, хотя в разное время и попадало в зависимость от Арагона, Савойи и Неаполя. В 1861—1947 гг Сицилия была одной из областей Италии, с 1947 года регион имеет более широкую автономию.
В 1542 и 1693 гг юго-восток Сицилии сильно пострадал от землетрясений. После второго район отстраивался практически заново, что дало появлению нового стиля барокко. Восемь городов с архитектурными памятниками входят в Валь-ди-Ното, один из объектов Всемирного наследия. В провинции Сиракуза находится лишь двое из этих городов — Ното и Палаццоло-Акрейде, однако, и в других коммунах провинции построено множество зданий в этом стиле.
После объединения Италии была образована провинция Сиракуза. В 1870 году была разрушена городская стена и был построен мост на остров Ортигия. В 1871 году в провинцию была проведена железная дорога. Летом 1943 года город был захвачен во время операции «Хаски» и пострадал от бомбардировок. После Второй мировой войны началась индустриализация провинции.
Сегодня основы экономики провинции — сельское хозяйство, туризм и нефтепереработка («Сиракузский треугольник», включающий в себя коммуны Аугуста, Приоло-Гаргалло и Мелилли). Также развито и машиностроение.

## Население
В провинции проживают 398178 человек (2007), это около 8 % населения Сицилии и 6-е место из 9 провинции. Почти треть жителей проживают в административном центре Сиракузы (124 016 человек). Всего в провинции 21 коммуна.
Крупнейшие коммуны — Аугуста (33 957 человек), Авола (31 695 человек), Лентини (24 093 человек), Ното (23 803 человека) и Флоридия (22 600).
Среди населения распространены итальянский и сицилийский языки.

## Экономика
Основы экономики провинции — промышленность, туризм и сельское хозяйство.
Промышленность стала развиваться после Второй мировой войны. Нефтепереработка расположена в основном в Сиракузском треугольнике (Мелилли, Приоло-Гаргалло и Аугуста), значительная часть предприятий принадлежит Air Liquide. Цементная промышленность развита в Сиракузе. Электроэнергия поступает в основном из материка, но на склонах гор построены солнечные и ветряные электростанции. Крупные порты находятся в Аугусте, Сиракузе и Аволе. У побережья развито рыболовство и предприятия рыбной промышленности.
Провинция Сиракуза имеет богатую историю, на её территории находится множество памятников разных эпох, что привлекает туристов. Наиболее известные объекты провинции — древнегреческий театр в Сиракузах, полуостров Ортигия, замок Маньяче, амфитеатр в Палаццоло-Акрейде, некрополь Панталика, развалины греческой колонии Мегара-Гиблея, Валь-ди-Ното и другие строения в стиле сицилийского барокко, Иблейские горы и другие достопримечательности. Также популярен и отдых на морском побережье.
Средиземноморский климат также позволяет выращивать множество культур, поэтому в провинции развито сельское хозяйство. На севере провинции и в районе Сиракузы выращиваются цитрусовые, вдоль всего побережья и у подножия Иблейских гор — оливки. Также выращиваются помидоры (сорт Пакино), миндаль, земляника садовая, пшеница, различные овощи.